# Liste der Biografien/Frad
Liste der Biografien |
Portal Biografien |
Personensuche
# |
A |
B |
C |
D |
E |
F |
G |
H |
I |
J |
K |
L |
M |
N |
O |
P |
Q |
R |
S |
T |
U |
V |
W |
X |
Y |
Z |
?
 
Fa |
Fe |
Ff |
Fh |
Fi |
Fj |
Fk |
Fl |
Fm |
Fn |
Fo |
Fr |
Ft |
Fu |
Fy
 
Fra |
Frc |
Fre |
Frg |
Fri |
Frk |
Frl |
Fro |
Fru |
Fry
 
Fraa |
Frab |
Frac |
Frad |
Frae |
Fraf |
Frag |
Frah |
Frai |
Fraj |
Frak |
Fral |
Fram |
Fran |
Frao |
Frap |
Fraq |
Frar |
Fras |
Frat |
Frau |
Frav |
Fraw |
Fray |
Fraz
Die Liste der Biografien führt alle Personen auf, die in der deutschsprachigen Wikipedia einen Artikel haben. Dieses ist eine Teilliste mit 11 Einträgen von Personen, deren Namen mit den Buchstaben „Frad“ beginnt.

## Frad

### Frade
- Frade, Luís (* 1998), portugiesischer Handballspieler
- Fradeletto, Antonio (1858–1930), italienischer Literaturwissenschaftler, Redner und Politiker, Mitglied der Camera dei deputati
- Fradelle, Henri Jean-Baptiste Victoire (1778–1865), französischer Porträtmaler
- Frades, Gurutze (* 1981), spanische Triathletin

### Fradk
- Fradkin, Eduardo (* 1950), US-amerikanischer Physiker
- Fradkin, Jefim Samoilowitsch (1924–1999), russischer Physiker
- Fradkow, Michail Jefimowitsch (* 1950), russischer Politiker, Ministerpräsident Russlands
- Fradkow, Pjotr Michailowitsch (* 1978), russischer Ökonom und Banker

### Fradr
- Frädrich, Andreas (* 1969), deutscher Gartenkünstler
- Frädrich, Hans (1937–2003), deutscher Zoologe und Zoodirektor
- Frädrich, Stefan (* 1972), deutscher Arzt, Betriebswirt, Buchautor und SeminarveranstalterStefan Frädrich (* 1972)

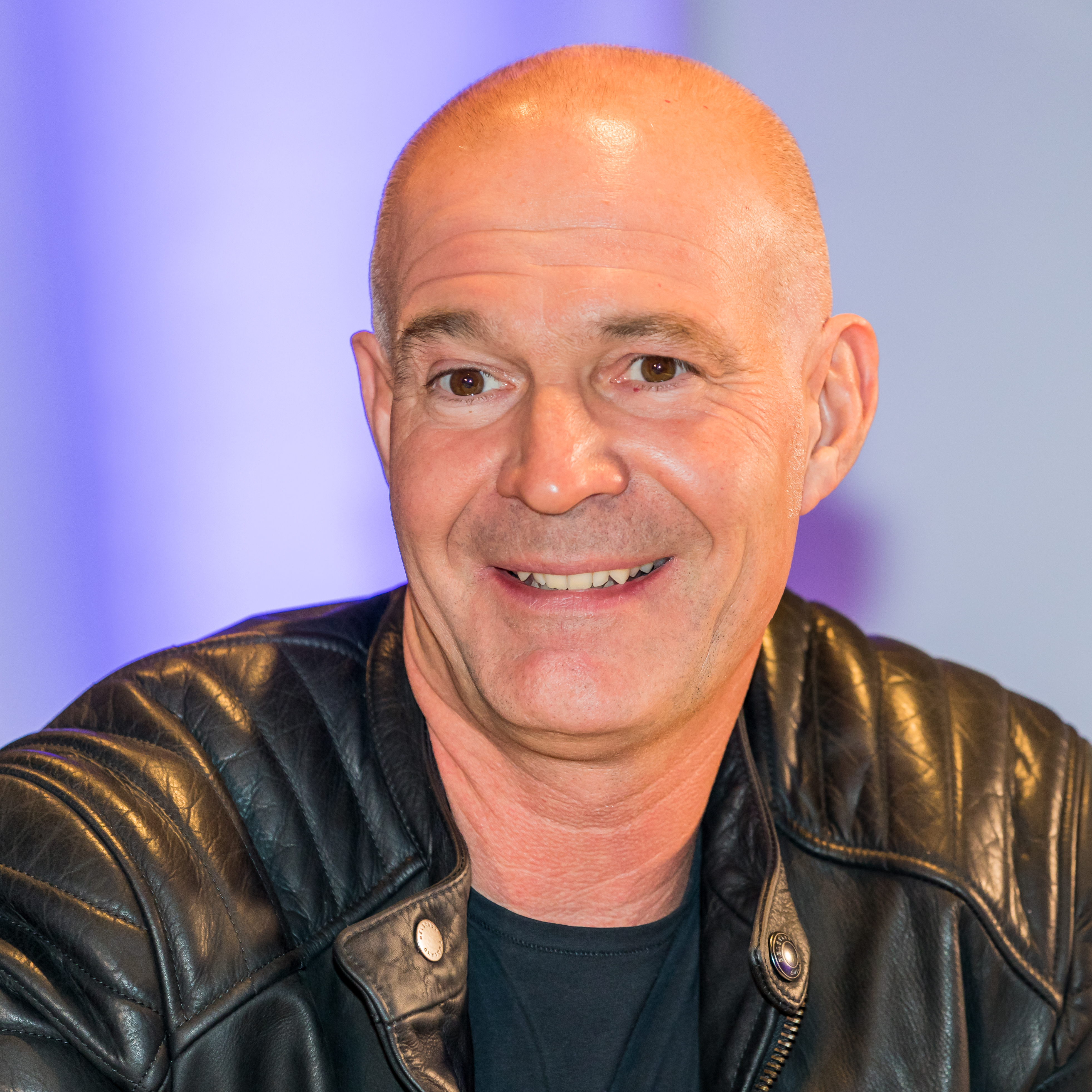
Stefan Frädrich (* 1972)